# 殷明珠
殷明珠（1904年—1989年），本名尚贤，江蘇省吳江縣黎里镇北長田村人，綽號 F.F.（foreign fashion）女士，意為“洋派”人物，是中國第一代女影星。

## 生平
殷明珠本名殷尚贤，“明珠”是父母對她的愛稱。曾祖殷兆鏞是道光年間翰林；祖父殷夢琴，是一名舉人，在浙江烏鎮做官；父親殷星環，考上過秀才，後來成為一名画家；母亲是张慕莲出身舉人之家。
5岁時殷明珠学习绘画。6岁时，前往黎里镇民立小学读书。13岁時父親去世。
1917年年底，因家鄉發生戰爭，殷明珠與母親迁居浙江嘉兴，半年后再迁上海。
14岁時，殷明珠進入上海中西英文女校學習，殷明珠在運動方面特別有天賦，身體的柔韌性極好，在校期間她很快學會了騎馬、騎自行車、足球、游泳、甚至會駕汽車。女校肄业后，殷明珠进入一家邮电局当职员。
殷明珠她會一口流利的英語，學洋派愛歌愛舞使她在交際場上優遊自如。人們稱她為F.F女士（FOREIGN　FASHION），意為“洋派”人物。報刊上競登殷明珠的照片當封面作廣告，袁寒雲等一些文人也賦詩讚美。
1921年，殷明珠出演上海影戏公司的電影《海誓》女主角福珠。
此後殷明珠又主演了近30部电影，包括無聲電影《盘丝洞》、《重返故乡》、《传家宝》、《飞行大盗》、《金刚钻》和《南海笑人》和有聲電影《媚眼侠》《画室奇案》《豆腐西施》《古屋怪人》《东方夜谭》《桃花梦》和《富春江上》等。
1926年2月1日，殷明珠與《海誓》導演但杜宇在杭州结婚，並產下一女但茱迪。1935年，殷明珠在主演了《桃花梦》一片后退出影坛。
抗日战争开始后，1937年，殷明珠與但杜宇迁居香港。殷明珠的女兒但茱迪在1952年4月瞞著她報名參加1952年度香港小姐競選，殷明珠得知後一度要求女兒退賽，不過當女兒晉級決賽後，殷明珠改變態度，改為支持女兒繼續參賽，後來但茱迪奪得1952年香港小姐冠軍，並且在同年6月在美國舉行的1952年環球小姐代表香港取得殿軍，但茱迪後來定居美國，殷明珠與丈夫則留在香港居住，她於1989年在香港去世。

## 外部連結
- 殷明珠在互联网电影资料库（IMDb）上的資料（英文）